# Anglicanorum coetibus
Anglicanorum coetibus (z łac. Grupy anglikanów) – konstytucja apostolska Benedykta XVI wydana 4 listopada 2009 (opublikowana 9 listopada 2009), powołująca ordynariaty personalne dla anglikanów, którzy chcą uznać zwierzchnictwo papieża i zachować jednocześnie elementy dotychczasowej tradycji liturgicznej.

## Okoliczności powstania
Konstytucja jest skutkiem zmian, jakie następowały wewnątrz wspólnot anglikańskich, zwłaszcza wśród reprezentantów tzw. Kościoła wysokiego (High Church). Bezpośrednimi przyczynami przyśpieszającymi dialog tych kręgów ze Stolicą Apostolską był sprzeciw części anglikanów wobec wyświęcania kobiet i homoseksualistów na kapłanów oraz brak akceptacji dla związków homoseksualnych. W czasie rozmów Kościół katolicki reprezentował William Levada – prefekt Kongregacji Nauki Wiary, natomiast ówczesny zwierzchnik Kościoła anglikańskiego, Rowan Williams – prymas Kościoła Anglii, ma krytyczny stosunek do dokumentu papieskiego.

## Główne postanowienia
1. Kongregacja Nauki Wiary może powołać do istnienia ordynariaty, czyli diecezje personalne dla anglikanów, którzy chcą przyłączyć się do Kościoła katolickiego. Ordynariaty będą miały określone swoje stolice i granice, które będą wewnątrz granic konferencji episkopatów, na których terenie je powołano.
2. Członkiem ordynariatu może zostać anglikanin konwertujący na katolicyzm lub ten, kto został ochrzczony w jurysdykcji ordynariatu. Konwertyta musi swoją wolę wyrazić pisemnie.
3. Na czele ordynariatów stać będą ordynariusze wyznaczeni przez papieża.
4. Ordynariusze, zgodnie z prawem kanonicznym, mogą powoływać do istnienia parafie, Instytuty życia konsekrowanego i Stowarzyszenia życia apostolskiego oraz seminaria duchowne.
5. Dotychczasowi diakoni, prezbiterzy i biskupi mogą po przystąpieniu do Kościoła katolickiego ubiegać się o sakrament święceń. Po przyjęciu święceń w Kościele katolickim będą zobowiązani do zachowania celibatu zgodnie z zasadami stosowanymi w Kościele łacińskim. Zgoda na święcenia prezbiteriatu kandydatów żonatych udzielana będzie indywidualnie przez Stolicę Apostolską. Dotychczasowi biskupi żonaci będą mogli otrzymać jedynie święcenia prezbiteriatu.
6. Duchowni ordynariatów są do nich inkardynowani.
7. Ordynariaty mają prawo zachowania stosowanej dotychczas liturgii.